# 高間村
高間村（たかまむら）は、愛知県東春日井郡にかつてあった村。現在の名古屋市守山区瀬古・幸心の区域に該当する。

## 沿革
- 明治22年（1889年）10月1日 - 町村制の施行により、瀬古村・幸心村が合併して高間村が発足。
- 明治39年（1906年）7月16日 - 二城村・小幡村・大森村と合併して守山町が発足。同日高間村廃止。